# Kit Wilson
Sam Stoker, meglio noto con il ring name Kit Wilson (Londra, 4 agosto 1994), è un wrestler britannico sotto contratto con la WWE.
Ha detenuto due volte l'NXT Tag Team Championship e una volta l'NXT UK Tag Team Championship (in entrambi i casi con Lewis Howley/Elton Prince).

## Carriera

### WWE (2019–presente)

#### NXT UK(2019–2022)
Stoker debuttò insieme a Lewis Howley in WWE nel territorio di sviluppo di NXT UK nella puntata del 20 marzo 2019 dove, utilizzando il nome Pretty Deadly come team, vennero sconfitti dall'Hunt (Primate e Wild Boar). Nella puntata di NXT UK del 31 luglio i Pretty Deadly vennero sconfitti dal Gallus (Mark Coffey e Wolfgang). Nella puntata di NXT UK del 28 gennaio i Pretty Deadly vinsero un Fatal 4-Way Tag Team Elimination match che comprendeva anche Ashton Smith e Oliver Carter, Flash Morgan Webster e Mark Andrews e l'Hunt eliminando per ultimi Andrews e Webster, diventando i contendenti n°1 all'NXT UK Tag Team Championship del Gallus. Nella puntata di NXT UK del 25 febbraio i Pretty Deadly sconfissero Mark Coffey e Wolfgang del Gallus conquistando così l'NXT UK Tag Team Championship per la prima volta. Nella puntata di NXT UK del 19 agosto i Pretty Deadly mantennero le cinture contro i Moustache Mountain (Trent Seven e Tyler Bate). Nella puntata di NXT UK del 9 dicembre i Pretty Deadly persero le cinture contro i Moustache Mountain dopo 287 giorni di regno.

#### NXT(2022–2023)
I Pretty Deadly debuttarono ad NXT nella puntata del 5 aprile attaccando brutalmente alle spalle i Creed Brothers al termine dell'incontro vinto da questi ultimi contro l'Imperium (Fabian Aichner e Marcel Barthel). Nella puntata di NXT 2.0 del 12 aprile i Pretty Deadly vinsero il vacante NXT Tag Team Championship in un Gauntlet match entrando per ultimi ed eliminando i Creed Brothers. La settimana dopo, ad NXT 2.0, i Pretty Deadly conservarono i titoli contro Dexter Lumis e Duke Hudson. Il 4 giugno, a NXT In Your House, i Pretty Deadly persero le cinture di coppia contro i Creed Brothers dopo 53 giorni di regno. Nella puntata di NXT 2.0 del 19 luglio i Pretty Deadly affrontarono Brooks Jensen e Josh Briggs per l'NXT UK Tag Team Championship ma vennero sconfitti. Il 4 settembre, a NXT Worlds Collide, i Pretty Deadly vinsero per la seconda volta sia l'NXT Tag Team Championship che l'NXT UK Tag Team Championship in un Fatal 4-Way Tag Team Elimination match valido per l'unificazione dei due titoli sopracitati che comprendeva anche i Creed Brothers (NXT Tag Team Champions), Brooks Jensen e Josh Briggs (NXT UK Tag Team Champions) e il Gallus (Mark Coffey e Wolfgang); i Pretty Deadly eliminarono per i ultimi i Creed Brothers, vincendo la contesa, grazie al tradimento di Damon Kemp ai danno di questi ultimi. Nella puntata di NXT 2.0 del 13 settembre i Pretty Deadly mantennero le cinture contro i Creed Brothers in uno Steel Cage match grazie all'interferenza di Damon Kemp. Nella puntata di NXT del 4 ottobre i Pretty Deadly conservarono i titoli contro i Brawling Brutes (Butch e Ridge Holland) grazie all'intervento dell'Imperium (Giovanni Vinci e Ludwig Kaiser). Il 26 ottobre, ad NXT, i Pretty Deadly prevalsero su Edris Enofé e Malik Blade mantenendo i titoli di coppia. La settimana dopo, ad NXT, i Pretty Deadly difesero i titoli contro la coppia formata dall'NXT Champion Bron Breakker e l'NXT North American Champion Wes Lee grazie all'intervento di Carmelo Hayes. Nella puntata di NXT del 22 novembre i Pretty Deadly conservarono i titoli di coppia contro Andre Chase e Duke Hudson grazie ad un errore di quest'ultimo. Il 10 dicembre, ad NXT Deadline, i Pretty Deadly persero i titoli contro il New Day (Kofi Kingston e Xavier Woods) dopo 97 giorni di regno. Il 4 febbraio, a NXT Vengeance Day, i Pretty Deadly parteciparono ad un Fatal 4-Way Tag Team match per l'NXT Tag Team Championship che comprendeva anche i campioni del New Day, Andre Chase e Duke Hudson e il Gallus ma il match venne vinto da questi ultimi. Nella puntata di NXT del 14 marzo i Pretty Deadly affrontarono il Gallus per l'NXT Tag Team Championship ma vennero sconfitti.

#### SmackDown(2023–presente)
Il 1º maggio 2023, per effetto del Draft, i Pretty Deadly vennero promossi al roster di SmackDown. I Pretty Deadly debuttarono nello show nella puntata del 19 maggio sconfiggendo i Brawling Brutes (Butch e Ridge Holland). Nella puntata di SmackDown del 16 giugno vinsero un gauntlet match eliminando per ultimi i Brawling Brutes (Ridge Holland e Sheamus) diventando i nuovi sfidanti all'Undisputed WWE Tag Team Championship di Kevin Owens e Sami Zayn. Due settimane dopo, a SmackDown, affrontarono Kevin Owens e Sami Zayn per le cinture unificate di coppia ma vennero sconfitti. Nella puntata di SmackDown del 2 febbraio i Pretty Deadly parteciparono ad un fatal four-way tag team match che comprendeva anche Angel e Berto, Cruz Del Toro e Joaquin Wilde e Pete Dunne e Tyler Bate per determinare i nuovi sfidanti all'Undisputed WWE Tag Team Championship ma a vincere furono Dunne e Bate. Nella puntata di SmackDown del 15 marzo i Pretty Deadly vennero sconfitti da Dunne e Bate, non riuscendo a qualificarsi per il ladder match per l'Undisputed WWE Tag Team Championship a WrestleMania XL.

## Titoli e riconoscimenti
- Battle Pro Wrestling
  - BPW Championship (1)

- International Pro Wrestling: United Kingdom
  - IPW:UK All England Championship (2)
  - IPW:UK Tag Team Championship (2) – con Lewis Howley

- WWE
  - NXT Tag Team Championship (2) – con Kit Wilson
  - NXT UK Tag Team Championship (1) – con Lewis Howley